# Domfront (Orne)
Domfront is een plaats en voormalige gemeente in het Franse departement Orne in de regio Normandië en telt 3995 inwoners (2005). De plaats maakt deel uit van het arrondissement Argentan.
Het Franse bedrijf Lurem, dat houtbewerkingsmachines vervaardigt, is hier gevestigd.

## Geschiedenis
Aan het begin van de 11e eeuw bouwden de heren van Bellême een houten kasteel in Domfront. Rond 1050 nam Godfried II van Anjou Alençon en Domfront over van van Willem II Talvas van Bellême. Het is niet duidelijk of dit al dan niet met toestemming was. Hij plaatste in beide steden een garnizoen. Willem de Veroveraar, hertog van Normandië, reageerde tegen zijn rivaal en probeerde Donfront bij verrassing in te nemen. Toen dit mislukte, legde hij een beleg rond de stad. Hij nam de stad in en liet van 32 verdedigers de handen en voeten afhakken. De streek werd bij Normandië gevoegd, al bleef Domfront tot de Franse Revolutie kerkelijk wel afhangen van het bisdom Le Mans. Aan het einde van de 11e eeuw werd er vanuit de Abdij van Lonlay een priorij gesticht binnen de muren van het kasteel van Domfront. Het houten kasteel werd rond die tijd vervangen door een stenen kasteel. Vanaf 1123 liet hertog Hendrik Beauclerc de stad versterken als grensstad. In de 13e eeuw werd de streek Frans.
In 1608 werd het kasteel van Domfront afgebroken op bevel van Maximilien de Béthune, minister onder koning Hendrik IV van Frankrijk. Een deel van de donjon bleef bewaard.
In 1863 werd de gemeente Saint-Front door fusie opgenomen in Domfront. Op 1 januari 2016 is Domfront gefuseerd met de gemeenten La Haute-Chapelle en Rouellé tot de gemeente Domfront en Poiraie. 

## Geografie
De oppervlakte van Domfront bedraagt 35,6 km², de bevolkingsdichtheid is 112,2 inwoners per km².
De onderstaande kaart toont de ligging van Domfront (Orne) met de belangrijkste infrastructuur en aangrenzende gemeenten.

## Demografie
Onderstaande figuur toont het verloop van het inwonertal (bron: INSEE-tellingen).

## Bezienswaardigheden
Bezienswaardigheden zijn de romaanse kerk Notre-Dame-sur-l'Eau en de kerk Saint-Julien uit 1925. Elf torens van de middeleeuwse stadsmuur zijn volledig of gedeeltelijk bewaard gebleven.

## Geboren
- Sybilla van Normandië (1092-1122), koningin van Schotland
- Émile de Marcère (1828-1918), politicus
- Albert Christophle (1830-1904), rechtsgeleerde en politicus
- Auguste Jean Baptiste Chevalier (1873-1956), botanicus, taxonomist en onderzoeker van tropisch Afrika

Domfront · La Haute-Chapelle · Rouellé